# Telefax

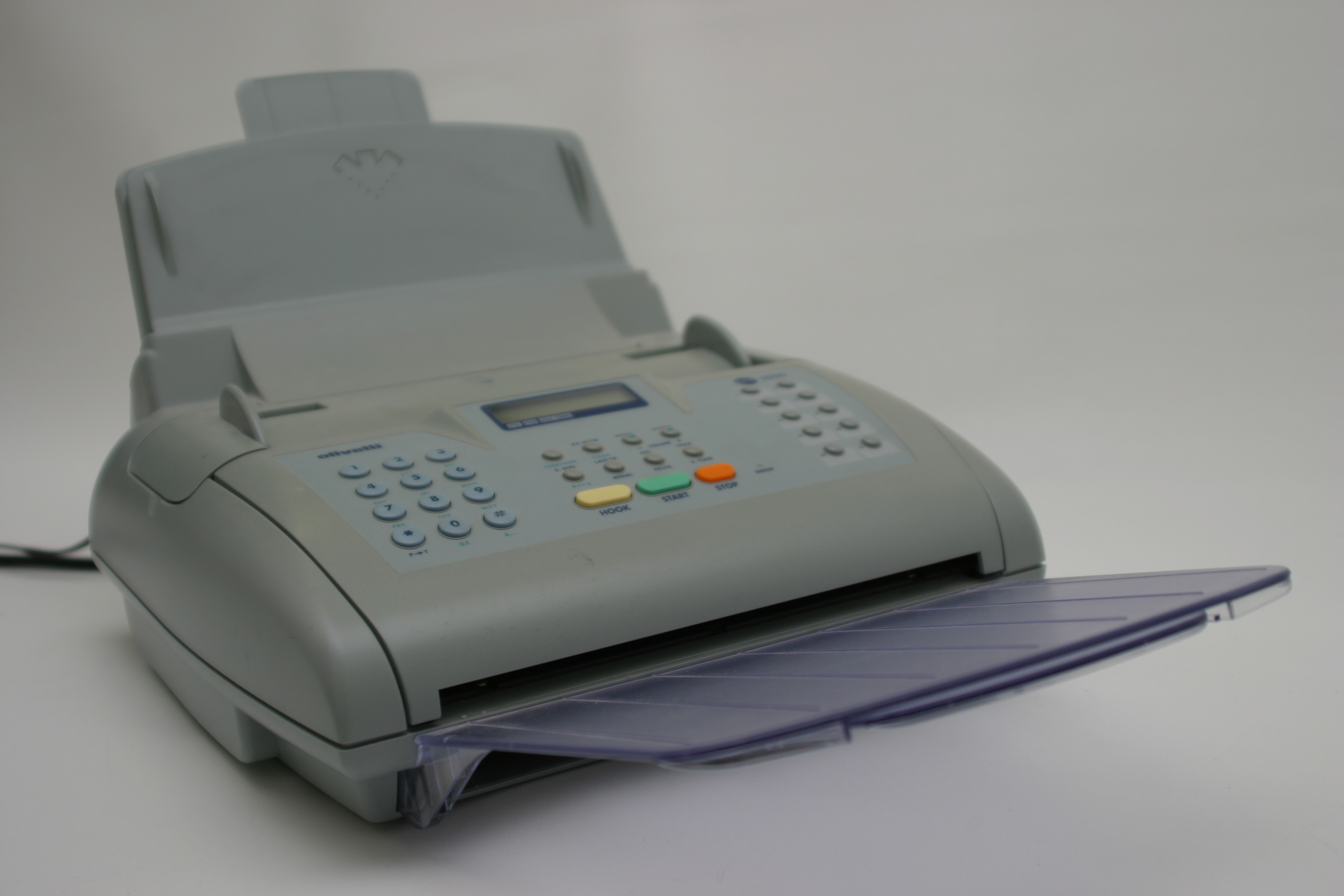
Fax

Telefax eller  fax är  ett meddelande bestående av text eller bild förmedlat via  telenätet av en telefaxapparat, fax.  På 1980 och 1990-talen var faxen ett viktigt arbetsredskap runt om i världen. Faxar har under 2000-talet alltmer spelat ut sin roll till förmån för till exempel e-post.
Det går att faxa via dator, antingen med ett faxmodem, kopplat mellan datorn och telefonlinjen, eller via e-post till en telefax-service. Vid användning av faxmodem ersätter datorn faxens skanner och knappsats. Därmed kan man skicka text och bilder direkt från datorn, utan att behöva skriva ut dem först. Vid sändning via e-post används ett faxmodem nära mottagaren för att ringa upp mottagarens fax, om inte mottagarens faxnummer inom servicen är konfigurerat för att hanteras på annat sätt (till exempel så att e-posten skickas ända fram och skrivs ut på en normal skrivare). På motsvarande sätt kan man använda faxmodem för att ta emot fax och låta den anslutna datorn skriva ut, vidareförmedla eller spara dem.
De tidigaste faxarna avsökte texten mekaniskt linje för linje, antingen med originalet uppspänt på en roterande trumma eller med en fram- och återgående anordning som uppbar en fotocell (avsändande ände) respektive något slags ritdon (mottagande ände). Tidiga faxmottagare byggde på rent fotografiska principer; mottaget fax måste framkallas med gängse fotografiska metoder innan den kunde användas. Dessa system var långsamma och sändningen av ett A4-original tog många minuter, eventuell fotografiframkallning oräknat. Med förbättrad teknik tar det mindre än en halv minut att sända en A4-sida, som är direkt användbar, när signalerna är mottagna.
Telefax av fotografier kallades i början bildtelegram. De var vanligtvis tydligt randiga och hade ofta svarta eller vita fläckar till följd av störningar på telefonlinjerna. Kvaliteten på dagens telefaxbilder är mycket högre, randighet syns knappast. Tidiga faxsändningar gav enbart svart/vita bilder; numera är färg inget problem.

## Etymologi
Telefax härleds från tele-, av grekiskans tēʹle, som betyder "fjärran", och på faksimil, som är en synonym till kopia, och som i sin tur härleds från latinets fac simile, att "göra lik", där fac, är imperativ av facere, "att göra", och simile är neutrum av similis, "lik". Sammantaget kan telefax sägas betyda att på avstånd göra något som blir likadant.

## Historik

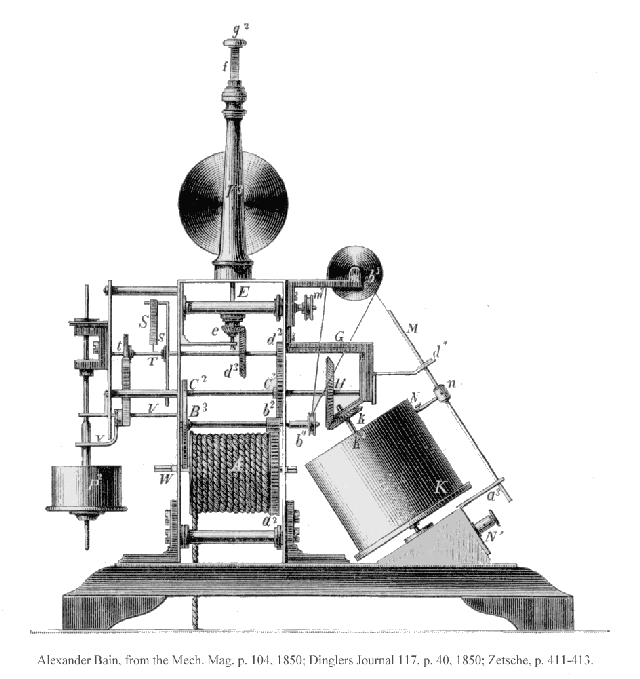
Alexander Bains kopieringstelegraf från 1850.

Den skotske urmakaren och uppfinnaren Alexander Bain experimenterade med kemisk-mekaniska faxliknande maskiner och kunde 1846 reproducera och överföra grafiska tecken i laboratorieexperiment. Han fick brittiskt patent den 27 maj 1843 för sin "Electric Printing Telegraph". Frederick Bakewell gjorde flera förbättringar av Bains experiment och demonstrerade en utvecklad maskin. Pantelegrafen uppfanns av den italienske fysikern Giovanni Caselli. År 1860 sände hans maskin det första faxet mellan två städer – från Paris till Amiens och 1865 introducerades den första kommersiella telefaxtjänsten mellan Paris och Lyon 1865, som byggde på hans maskin. Detta var cirka 11 år före uppfinningen av telefonen.
År 1880 konstruerade den engelske uppfinnaren Shelford Bidwell en "scanning phototelegraph", den skannande fototelegrafen, som var den första telefaxmaskinen som skannade alla sorters tvådimensionella original, utan att kräva manuell plottning eller teckning. Runt år 1900 uppfann den tyska fysikern Arthur Korn bildtelegrafen, som fick stor spridning i kontinentala Europa, särskilt efter en uppmärksammad överföring av ett fotografi på en efterlyst person, som skickades från Paris till London 1908. Bildtelegrafen användes fram till att radiofaxen blev vanlig. Bildtelegrafens främsta konkurrent var inledningsvis belinografen av Édouard Belin, sedan på 1930-talet Hellschreiber, uppfunnen 1929 av den tysken Rudolf Hell, en innovatör vad gällde mekanisk bildskanning och överföring.
Elisha Grays uppfinning av telautografen 1888 utgjorde en vidareutveckling inom faxteknologin, som gjorde det möjligt att skicka signaturer, vilket möjliggjorde verifiering av identifiering över långa avstånd.
Den 19 maj 1924 skickade vetenskapsmän från AT&T Corporation "genom en ny process för att överföra bilder med elektricitet" 15 fotografier lämpliga för tidningsreproduktion, via en telefonlinje från Cleveland till New York City. Tidigare hade fotografier skickats via radiosignaler med hjälp av samma process.
Western Unions "Deskfax", som lanserades 1948, var en kompakt maskin som fick plats på ett skrivbord, och använde sig av speciellt papper (Teledeltos-papper) i en termisk skrivare som kallades "spark printer".

### Radio-överföring

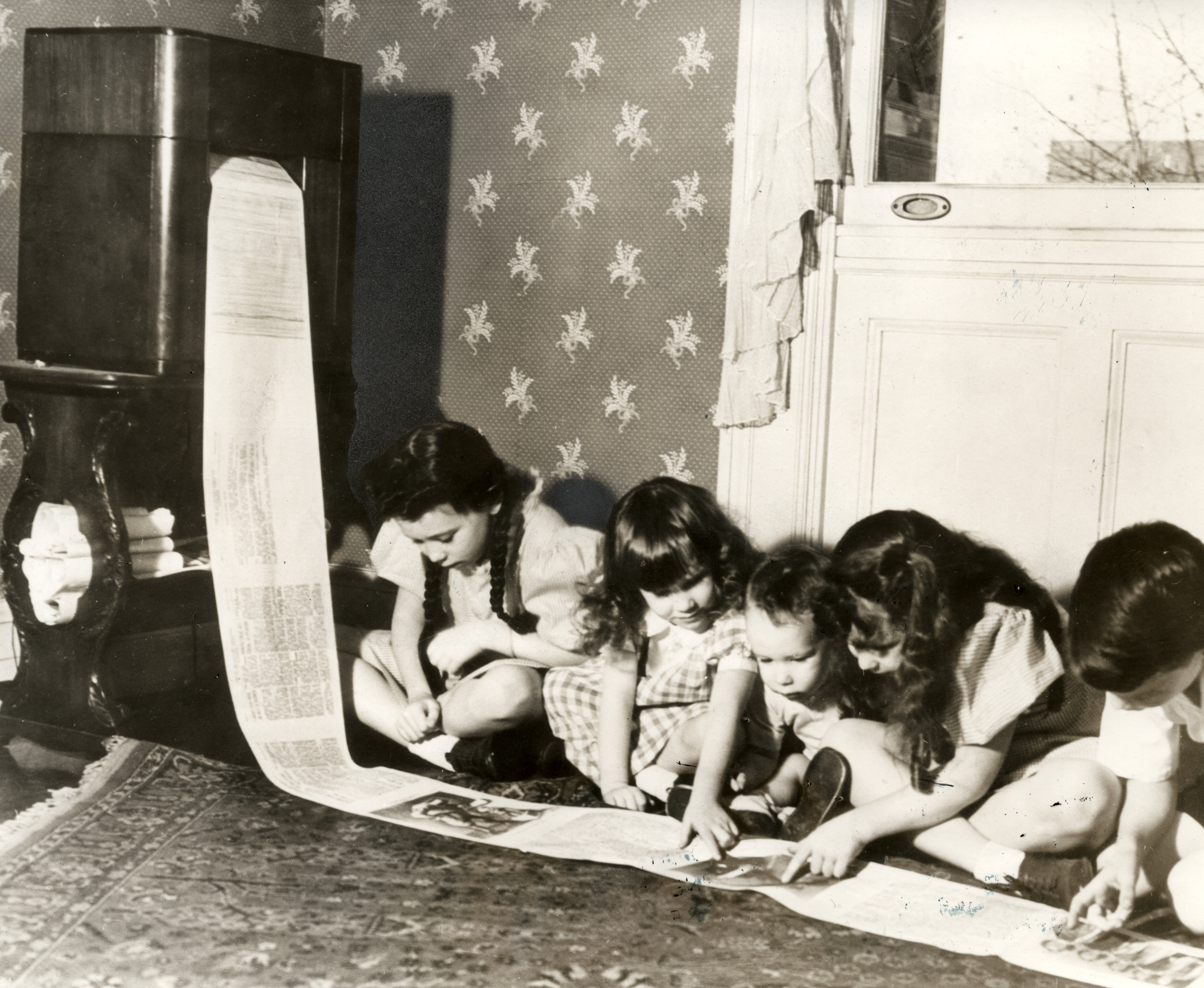
Barn läser en trådlöst överförd dagstidning 1938.

Som utvecklare hos Radio Corporation of America (RCA), uppfann Richard H. Ranger 1924 det trådlösa fotoradiogrammet, eller transoceaniska radiofaksimilet, som senare kom att kallas för väderfax, vilket är en föregångare till dagens faxmaskiner. Ett fotografi av president Calvin Coolidge skickat från New York till London den 29 november 1924, blev den första fotografiska bild som överfördes av en transoceanisk radiofaksimil. Två år senare erbjods Rangers apparat för kommersiellt bruk. År 1924 överförde Herbert E. Ives från AT&T den första färg-"faxen" med hjälp av färgseparation i färgerna röd, grön och blå. Bilden var ett färgfotografi som föreställde stumfilmsstjärnan Rudolph Valentino i tidstypisk kostym.
I slutet av 1930-talet började "Finch Facsimile system" att sända ut en "radiotidning" (“Radio News by Radio”) till privathem. Utsändningen gjordes via kommersiella AM-radiostationer till vanliga radiomottagare utrustade med Finchsskrivare, som använde termopapper. Systemet verkade mycket lovande, men skrivaren och specialpapperet var mycket dyra, radioöverföringen långsam och känslig för statisk elektricitet, och tidningens upplaga var för liten. Efter över tio års upprepade försök att etablera en sådan verksamhet, gav man upp eftersom allmänheten var mer nöjd med att prenumerera på en billigare och mer omfattande dagstidning, och köpa kvällstidningar från kolportörer vid mer "heta" nyheter.
I slutet av 1940-talet var radiofaxmottagare tillräckligt små för att kunna monteras under instrumentbrädan på Western Unions "Telecar"-leveransfordon.
På 1960-talet sände USA:s armé det första fotografiet via satellit till Puerto Rico från Deal Test Site i staden Deal i Kent, England, med hjälp av Couriersatelliten.
Radiofax används fortfarande i begränsad omfattning för att överföra väderkartor och information till fartyg till havs, och den närbesläktade tekniken för slow scan television (SSTV) används fortfarande inom amatörradio.

### Telefon-överföring
År 1964 introducerade och patenterade Xerox Corporation vad som ofta anses vara den första kommersiellt gångbara versionen av den moderna faxen, under namnet (LDX) eller Long Distance Xerography. Denna modell ersattes två år senare med en enhet som satte standarden för faxmaskiner under lång tid. Fram till dess hade faxmaskiner varit mycket dyra och svåra att använda. År 1966 släppte Xerox Magnafax Telecopiers, en mindre, 21 kg tung faxmaskin. Denna enhet var lättare att använda och kunde anslutas till vilken vanlig telefonlinje som helst. Maskinen kunde sända ett dokument i Letter-storlek på cirka sex minuter. Den första digitala faxen som klarade detta på under minuten utvecklades av Dacom, och byggde på digital datakomprimeringsteknik som ursprungligen utvecklats av Lockheed för satellitkommunikation.
I slutet av 1970-talet hade många företag runt om i världen, speciellt japanska företag, tagit sig in på faxmarknaden. Mycket kort efter detta lanserades en våg av mer kompakta, snabbare och effektivare faxmaskiner. Xerox fortsatte att förfina faxen i flera år efter deras banbrytande första maskin. Senare kombinerades den med kopiatorutrustning för att skapa hybridmaskiner som kopierar, skannar och faxar.
Före introduktionen av den typ av fax som blev gängse, fanns i mitten av 1970-talet även Exxon Qwip som arbetade med optisk skanning av dokument som snurrade på en trumma. Det reflekterade ljuset varierade i intensitet beroende på de ljusa och mörka områdena i dokumentet, och därigenom varierade strömmen i en fotocell i en krets. Denna ström användes för att styra en tongenerator (en modulator), där strömmen bestämde den producerade tonens frekvens. Denna ton sändes sedan genom mikrofonen på en vanlig telefonlur.

### 2000-talet
På grund av dator- och mobiltelefonutvecklingen har faxen fått en allt mindre betydelse, men inom vissa fält och i vissa delar av världen är den fortfarande ett mer eller mindre viktigt verktyg.
För svenska myndigheter fanns ett krav i den tidigare förvaltningslagen (1986:223) om att allmänheten skulle kunna kontakta dem via telefax. Detta krav togs bort i den nya förvaltningslag (2017:900) som började gälla den 1 juli 2018, varefter en del myndigheter avvecklat möjligheten att kontakta dem via fax.

## Papperet
Papperet i faxapparater kan vara av flera olika slag:
- Ljuskänsligt fotopapper (nämnt ovan). Noggrant framkallat är hållbarheten ganska god, vid snabbframkallning mindre god.

- Ett på ena sidan aluminiserat papper, kallat teledeltospapper var avsett för mottagare där en elektrisk gnista punkt för punkt slog ett litet hål i papperet med brännmärken vid hålets rand. Mörkare och ljusare partier uppstår genom olika täthet mellan angränsande hål: en rasterbild. Hållbarheten var god, men papperet dyrt och leverantörerna fåtaliga. Numera är detta en helt föråldrad metod. Teledeltos-papper är borta från marknaden och går knappast att få tag på längre.

- Nästa steg i utvecklingen är termopapper, som från början är vitt, men blir svart av värme. Skrivning sker genom att ett "miniatyrstrykjärn" först över papperet och upphettar det punktvis genom att blixtsnabbt slås till och från i takt med den mottagna elektriska signalen. Papperet är ganska dyrt, men den största nackdelen är den dåliga hållbarheten. I starkt ljus bleknar skriften, och blir så småningom oläslig. Blir det alltför varmt (länge direkt i solen, nära ett värmeelement) blir alltsammans svart. Pappret påverkas av kemikalier. Många överstrykningspennor har lösningsmedel som svärtar papperet. Texten blir närmast "censurerad" i stället för framhävd. Vissa klister har samma otrevliga effekt på termopapperet. Dock finns i handeln både "termopappersäkra" överstrykningspennor och klister. Men man måste se upp med vilka material man använder!
I handeln förekommer termopapper med olika känslighet, och faxapparaten måste anpassas till papprets känslighet. Det är vanligen en inre inställning som måste utföras av servicepersonal. Omvänt måste den enskilde brukaren skaffa den papperstyp som passar till faxapparatens inställning.

- Det modernaste är faxmottagare av lasertyp, samma slag som skrivare till datorer, som skriver på vanligt papper; i Sverige företrädesvis A4-format. Dessa utskrifter har god hållbarhet, men är inte utan vidare godkända för sådana dokument som enligt lag är arkiveringspliktiga. För att kunna godkännas enligt Riksarkivets föreskrifter måste följande krav vara uppfyllda:

*Maskinens fabrikat och modell måste finnas på en särskild lista, som årligen publiceras av SP Sveriges Tekniska Forskningsinstitut.
*Det använda färgpulvret måste vara upptaget på samma lista som ovan.
*Papper av typ Svenskt Arkiv måste användas.
*Maskinen måste underhållas av certifierad personal.

## Sekretess
Faxmeddelanden, som inkommer till en mottagningsapparat uppställd i ett allmänt utrymme, exempelvis på ett kontor, kan i princip läsas av envar, som går förbi apparaten. Detta kan vara ett problem, om det finns sekretesskrav beträffande innehållet i meddelandena. Numera kan sekretessen upprätthållas genom att vissa mottagningsmaskiner kan utrustas med anordningar för automatisk kuvertering av mottaget meddelande. Bara adressatens namn kan läsas av utomstående (förutsatt att ingen öppnar kuvertet eller avlyssnar telefonlinjen).

## Skräppost
Faxen kan också användas för direktmarknadsföring genom så kallade faxutskick.